# Armadilloniscus aestuarii
Armadilloniscus aestuarii is een pissebed uit de familie Detonidae. De wetenschappelijke naam van de soort is voor het eerst geldig gepubliceerd in 1930 door Verhoeff.